# Hellblast
Hellblast è il primo full-length della black/death metal band polacca Hell-Born.

## Disco
L'album comprende 10 tracce, di cui le ultime 4 prese dal precedente EP Hell-Born. Questa è la prima pubblicazione della band con Jacek Kubiak (accreditato come "Jeff"), e l'ultima con Muraszko alla batteria; dall'anno successivo infatti passerà al basso, mentre Jeff alla chitarra ritmica.

## Tracce
Testi di Baal e Les, tranne dove indicato. Musiche di Baal e Les.
1. Intro – 0:42
2. Visions of Decline – 4:17
3. Raise the Dead – 6:11
4. The Victory – 4:35
5. Follow the Beast – 5:12
6. The Day of Wrath – 3:33
7. Inverted (Baal) – 5:43
8. Hellraiser (Baal) – 5:47
9. Those Are Dead But Shall Rise (Baal) – 5:29
10. Merciless Onslaught (Baal) – 4:27

## Formazione
- Baal – voce, batteria
- Les – chitarre, cori; basso in Inverted, Hellraiser, Those Are Dead But Shall Rise e Merciless Onslaught
- Jeff – basso, cori